# Дипропиленгликоль

Дипропиленгликоль

Дипропиленгликоль — бесцветная, гигроскопичная жидкость без запаха. Смешивается с водой, растворение в воде проходит с выделением теплоты. Практически нетоксичен и применяется в фармацевтической, пищевой и парфюмерной промышленности.
Производится посредством синтеза пропиленгликоля гидратацией окиси пропилена. Представляет собой смесь трех изомеров:
- I — ди-вторичный 1,1'-оксибис(2-пропанол) [CAS No 108-61-2],
- II — первично-вторичный 2-(2-гидроксипропилокси)-1-пропанол) [CAS No 106-62-7]
- III — ди-первичный 2,2'-оксибис(1-пропанол) [CAS No 110-98-5].

## Применение
- растворитель для печатных красок, различных смол, ацетатов и нитратов целлюлозы;
- растворитель для экстракции ароматических углеводородов из их смесей с алифатическими и нафтеновыми;
- низкозамерзающий теплоноситель;
- компонент гидравлических жидкостей;
- сырье при производстве полиэфирных смол;
- антиобледенительная присадка к топливу;
- сырье при производстве пластификаторов, косметических продуктов, парфюмерии;